# Universidad York
La Universidad York (en inglés: York University; en francés: Université York) se sitúa en Toronto (Ontario). Es la tercera universidad más grande de Canadá y de ella han salido algunas de las personalidades más relevantes del país en áreas como las humanidades o las ciencias (química, meteorología y ciencia espacial).
La universidad cuenta con aproximadamente 50.000 estudiantes, 200.000 más alrededor de todo el mundo y 7.000 empleados. Tiene once facultades, entre ellas: Faculty of Science and Engineering (Facultad de Ciencias e Ingeniería), Schulich School of Business (Facultad de Economía y Empresa), Osgoode Hall Law School (Facultad de Derecho), Glendon College, Faculty of Fine Arts (Facultad de Bellas Artes), Faculty of Health (Facultad de Ciencias de la Salud), Faculty of Environmental Studies (Facultad de Estudios Ambientales y Rurales), y otros 24 centros de investigación.
La Universidad York siempre ha participado muy activamente en el programa espacial canadiense. La Facultad de Ciencias e Ingeniería de la universidad cuenta con las principales instalaciones de investigación del país para la exploración de Marte y en ella se han diseñado diversos aparatos de investigación espaciales y numerosas aplicaciones actualmente utilizadas por la NASA.

## Historia
La Universidad York es una institución aconfesional que fue fundada en 1959 mediante la Ley de la Universidad York, aprobada por sanción real en el Parlamento de Ontario el 26 de marzo de ese mismo año. La primera clase se impartió en septiembre de 1960 en el aula Falconer Hall de la Universidad de Toronto, a la que asistieron 76 estudiantes.
La política de educación universitaria que se inició en los años 60 respondía a la presión de la sociedad y a la creencia de que la educación superior era la clave para obtener una buena posición económica y social. El gobierno de la universidad se modeló siguiendo los dictámenes de la Ley Provincial de la Universidad de Toronto de 1906 que establecía un sistema bicameral formado por un claustro (miembros del cuerpo docente) responsable de la política académica, y por una junta de gobierno (miembros ciudadanos) con el control exclusivo de la política de financiación y autoridad formal en el resto de los asuntos. La función del rector, que es nombrado por la junta de gobierno, es la de servir de vínculo entre los dos cuerpos de gobierno y la de llevar a cabo el liderazgo institucional.
En otoño de 1961, la Universidad York se instaló en su primer campus, Glendon College, y empezó a centrarse en la enseñanza de humanidades y en la educación a tiempo parcial para adultos. Se independizó en el 65, al acabar su afiliación a la Universidad de Toronto, mediante la Ley de la Universidad de York de 1965;; ese mismo año se inauguró su campus principal a las afueras del norte de Toronto. 
Murray Ross, que a día de hoy sigue siendo objeto de conmemoración, se convirtió en el primer rector de la Universidad York cuando aún conservaba el puesto de vicerrector de la Universidad de Toronto. Por esa época todavía se pensaba que la Universidad de York solo actuaría como campus de abastecimiento de estudiantes para la Universidad de Toronto, hasta que la formidable visión de Ross la llevó a instituirse como una entidad independiente.
En 1965, la Universidad inauguró el nuevo campus de Keele en los suburbios del norte de Toronto. El campus de Glendon pasó a convertirse en una escuela bilingüe de humanidades gracias a la dirección de Escott Reid, que vaticinó que se convertiría en una institución nacional para la formación de los futuros líderes canadienses. Esta visión la compartía también el primer ministro Lester Pearson, quien inauguró formalmente Glendon College en 1966. La disposición bilingüe y la orientación a las Humanidades de Glendon son las causas que siguen conformando el estatus especial que tiene este campus con la Universidad de York.
Se estimó que el nuevo campus de Keele iba a estar aislado por su situación en una zona muy industrializada de la ciudad en la que todavía se pueden ver centros de almacenamiento de petróleo al otro lado de la calle. Cierta parte de la arquitectura inicial de este campus se ganó muchos críticos, no solo por su diseño brutalista, también por las grandes distancias entre los edificios, algo no muy apropiado para el clima canadiense. En las últimas dos décadas se ha ampliado el campus con nuevos edificios como el centro de estudiantes, el nuevo edificio de Humanidades, el de Informática, el de Administración y Dirección de Empresas, un pequeño centro comercial y un estadio de hockey. En 2004 se construyó el estado Rexall Centre de tenis, donde se albergan de forma permanente los partidos del torneo Masters de Canadá. Puesto que la ciudad de Toronto se ha ido extendiendo, North York (donde se halla el campus de Keele) se encuentra ahora relativamente en el centro, dentro de la zona urbanizada de Greater Toronto Area y, más en particular, cerca del barrio Jane and Finch. Se está planeando confeccionar un entorno más denso dentro del campus para que esté en proporción con el de ese vecindario.
El 6 de noviembre de 2008, el claustro de la Universidad York decidió suspender las clases debido a una huelga convocada por el sindicato de funcionarios (CUPE Local 3903, Canadian Union of Public Employees) que implicaba específicamente a los profesores, profesores adjuntos y a los asistentes titulados. Las clases se retomaron el 2 de febrero de 2009 cuando el Parlamento de Ontario puso en práctica la legislación pertinente para obligar a la vuelta al trabajo a los huelguistas.

## Datos académicos
La Universidad York ha sido la cuna de los actuales directores y consejeros delegados de los principales bancos de Canadá (Royal Bank of Canada, Bank of Nova Scotia, TD Bank, Bank of Montreal);  de los más destacados medios de comunicación canadienses (CTV Television Network, Rogers Communications, Canadian Broadcasting Corporation); y de numerosos jueces, diplomáticos y políticos de alto rango entre los que se incluyen el actual presidente del Tribunal Federal de Apelación de Canadá, el ministro de Hacienda, el fiscal general de Ontario, el presidente del Privy Council for Canada (grupo de consejeros de la monarca canadiense que trata sobre el Estado y los Asuntos Constitucionales) y el embajador canadiense para las Naciones Unidas. El astronauta Steven MacLean estudió en la Universidad de York en el Departamento de Física y más tarde dio clase en este mismo lugar antes de empezar a trabajar para la NASA.

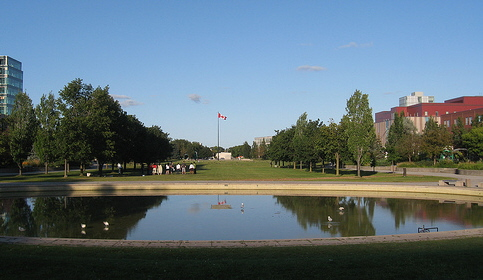
Harry W. Arthurs Common

La York University Faculty Association o YUFA (Asociación del Cuerpo Docente de la Universidad de York) representa a los cerca de 2450 profesores a jornada completa y a los bibliotecarios académicos. Asimismo, la CUPE Local 3903 representa tanto a los profesores, profesores adjuntos como a los asistentes titulados de esta universidad.

### Facultades

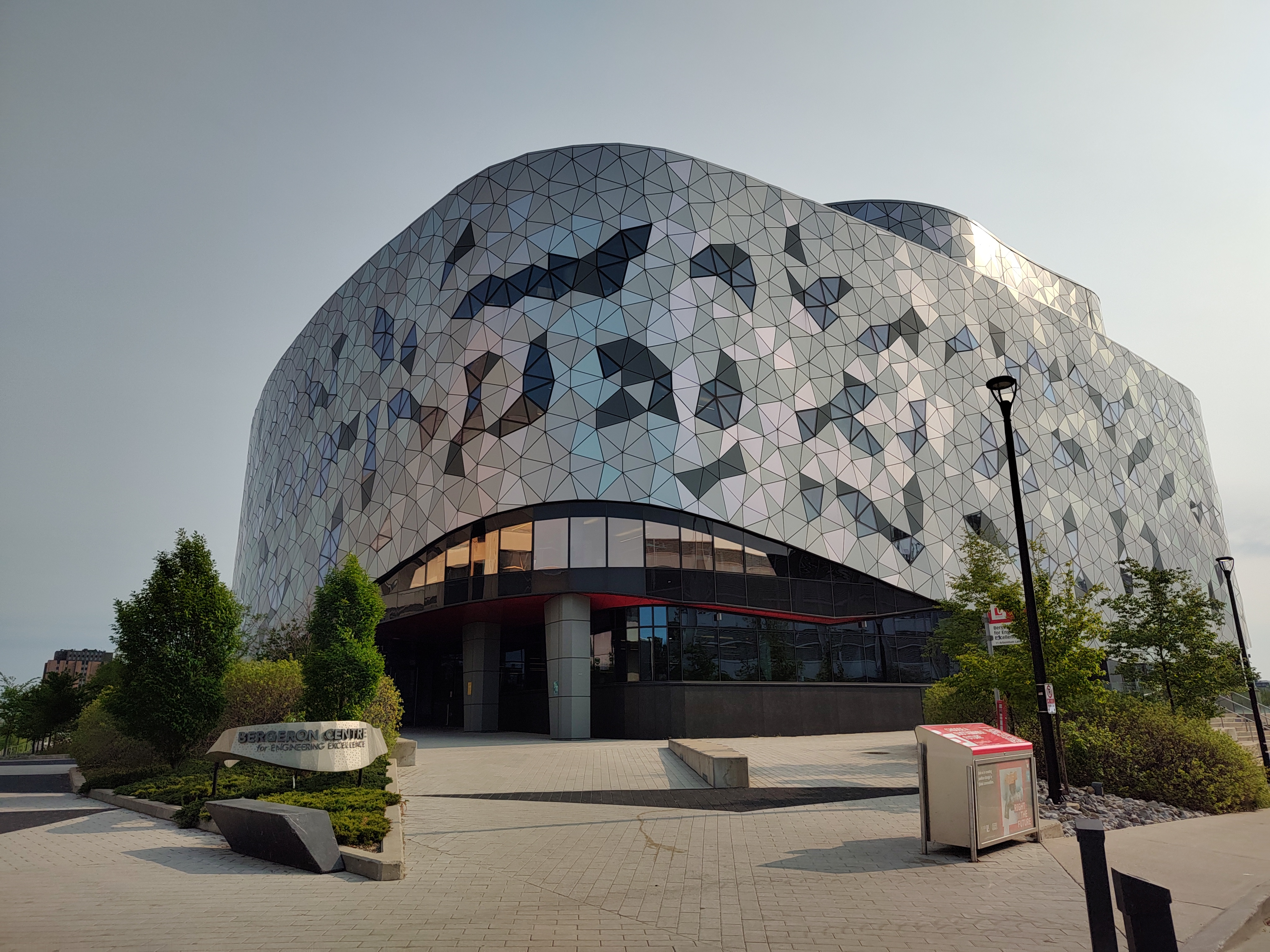
Bergeron Centre for Engineering Excellence

La Universidad York está compuesta por once facultades en las que algunos de sus estudios se imparten conjuntamente. Por ejemplo, se están uniendo algunos de los departamentos de matemáticas de la Faculty of Science and Engineering (Facultad de Ciencias e Ingeniería), Glendon College o la Faculty of Arts (Facultad de Humanidades), que se unió con la Atkinson Faculty of Liberal and Professional Studies (Facultad de Estudios Liberales y Profesionales de Atkinson) para dar lugar a la Faculty of Liberal Arts and Professional Studies (Facultad de Artes Liberales y Estudios Profesionales) en julio de 2009.

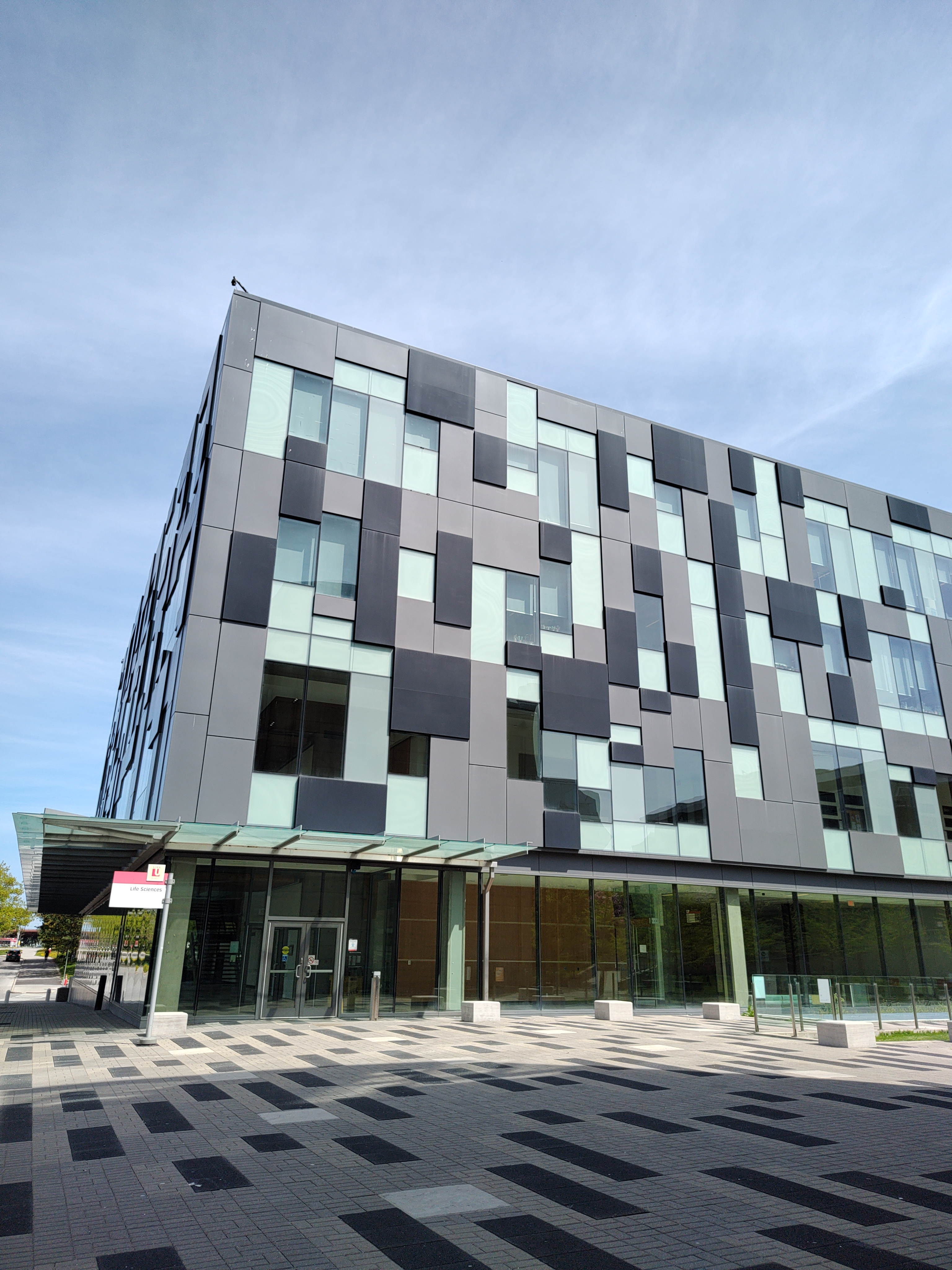
Life Sciences Building

La Schulich School of Business ofrece estudios internacionales de grado y posgrado en Administración y Dirección de Empresas. 
Además, las facultades de Atkinson, Glendon y de la Schulich School of Business ofertan o se están preparando para ofertar estudios de Gestión y Administración Pública. No obstante, la dirección de la universidad ha tomado medidas para unificar, en algunos casos, los departamentos de las diferentes facultades. Con esto se pretende, ante todo, apoyar los esfuerzos que la universidad está haciendo para destacar por su interdisciplinaridad. Por ejemplo, la Faculty of Health (Facultad de Ciencias de la Salud), inaugurada el 1 de julio de 2006, alberga la School of Health Policy and Management (Escuela de Gestión Sanitaria), la School of Kinesiology and Health Sicience (Escuela de Quinesiología y Ciencia Médica), la School of Nursing (Escuela de Enfermería) y el Departamento de Psicología.
La Osgoode Hall Law School (Facultad de Derecho) se trasladó en 1969 de una ubicación céntrica al campus de la Universidad York, cumpliendo el requisito por el que toda facultad de Derecho debía adherirse a una universidad. La Facultad de Derecho ofrece algunos estudios flexibles entre los que se incluye el Osgoode-NYU JD/LLB,conjuntamente impartido con la New York University School of Law (Facultad de Derecho de la Universidad de Nueva York). Esta facultad ha sido considerada como la mejor facultad de derecho de Canadá, según el estudio realizado en 2008 por la revista Canadian Lawyer acerca de las facultades de Derecho. 
La Universidad York ofrece en Ontario el primer y más extenso programa de diseño gráfico (Bachelor of Design Honours Degree). Este título, que están impartiendo conjuntamente la Universidad York y el Sheridan College (dos instituciones del campo del diseño gráfico en Canadá), tiene una duración de cuatro años. La Faculty of Graduate Studies (Facultad de Estudios de Posgrado) de la Universidad de York, la segunda facultad de posgrado más grande de la provincia de Ontario, ofrece estudios pertenecientes a diversas disciplinas y varios de ellos se imparten conjuntamente por la University of Toronto (Universidad de Toronto) y la Ryerson University. 
El doctorado de la Universidad York en Pensamiento Social y Político (Ph.D. program at York in Social and Political Thought) se considera uno de los mejores programas de doctorado de Canadá, como queda reflejado por las veces que los estudiantes inscritos han ganado el premio a la mejor tesis doctoral de Canadá. La School of Women's Studies at York University (Escuela de Estudios de la Mujer de la Universidad de York) oferta una gran variedad de cursos relacionados con este ámbito, algunos de los cuales se imparten en francés. El Canadian Centre for Germanic and European Studies (Centro canadiense de Estudios Europeos y Germánicos), que fue fundado por el Servicio Alemán de Intercambio Académico (German Academic Exchange Service), está ubicado conjuntamente en la Universidad de York y en la de Montreal.

## Campus

### Campus de Keele
El Campus de Keele es el campus principal de York. Situado en el antiguo municipio de North York (en 1998 fue incluido como parte de la ciudad), en él se encuentran la mayor parte de facultades, entre ellas las de Humanidades, Artes, Medioambiente, Ciencias e Ingeniería, Educación y Salud. En total, unos 50.000 alumnos asisten a clase en el Campus de Keele.

### Glendon
Glendon College, situada en su propio campus en Bayview Avenue, al norte de Toronto, es una facultad de Humanidades bilingüe que lleva a cabo su propia selección y admisión de alumnos y tiene programas académicos propios. Glendon es la única institución universitaria de la parte sur de Ontario con una oferta académica impartida tanto en francés como en inglés. La Universidad de Ottawa o la Laurentian University, en Sudbury, también en Ontario, son universidades de características similares. Los estudiantes pueden beneficiarse de un servicio regular de autobús directo entre el campus de Glendon y el de Keele. Los alumnos de Glendon pueden cursar asignaturas en el campus de Keele (y viceversa). Sin embargo, no es una opción muy usual por la dificultad que supone ir de un campus a otro. 

### Schulich School of Business y Osgoode Hall

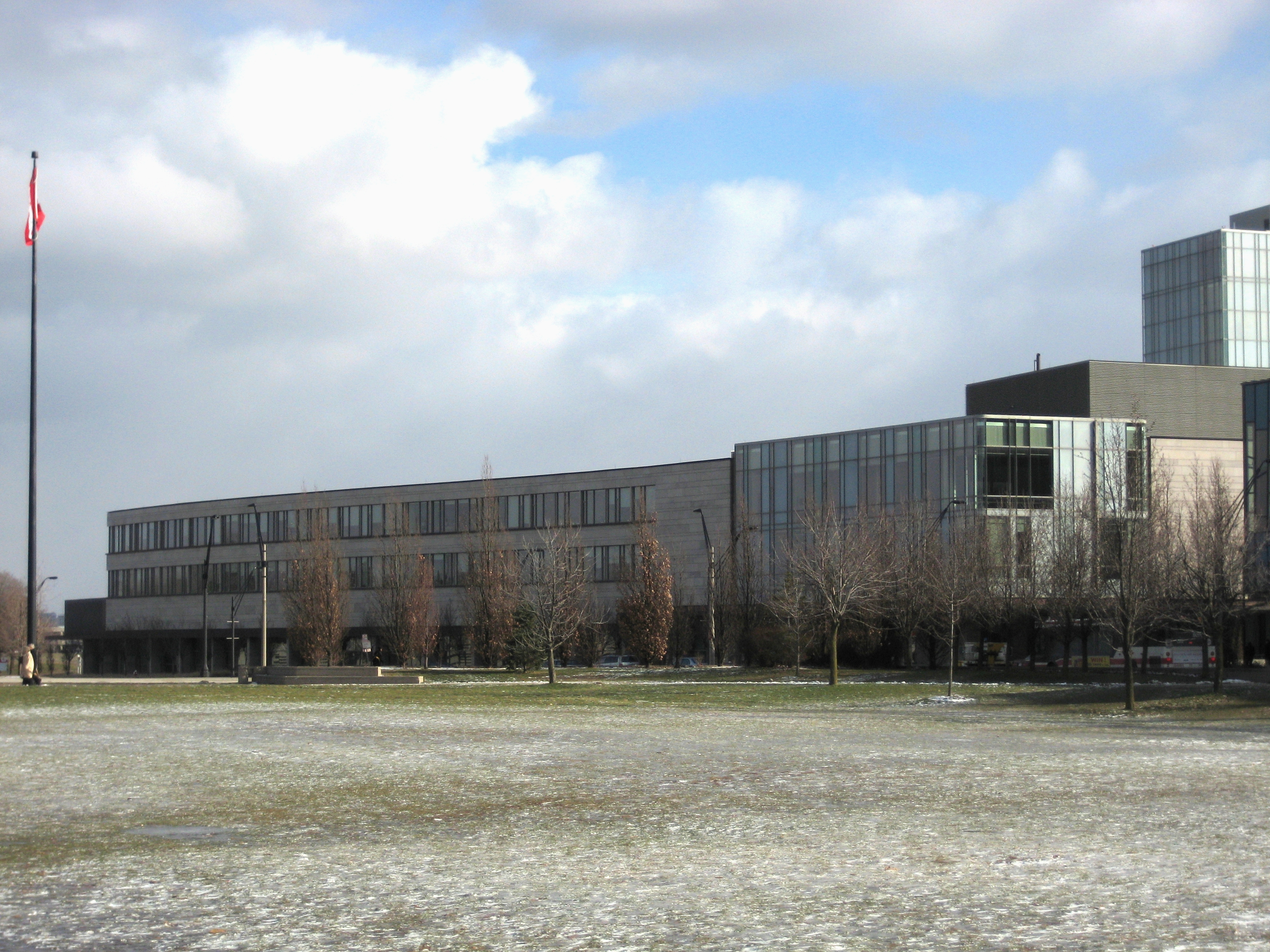
Edificio Seymour Schulich en el Campus de Keele, en York.

La mayoría de los programas de la Schulich School of Business y Osgoode Hall se imparten en el Campus de Keele. No obstante, ambos tienen instalaciones dependientes en el centro de Toronto: Schulich dispone del Miles S. Nadal Management Centre (Centro de gestiones), mientras que Osgoode Hall cuenta con el Professional Development Centre (Centro de Desarrollo Professional) situado en el número 1 de Dundas Street West.

## Vida universitaria
York tiene más de 50.000 estudiantes, de los cuales muchos vienen del área metropolitana de Toronto. No obstante, una parte considerable de los alumnos procede de otras partes de Canadá e incluso de otros países, lo que convierte a York en una de las universidades más internacionales del país. York cuenta con 225 asociaciones de estudiantes y organizaciones al servicio de sus alumnos, además de seis publicaciones editadas por los propios estudiantes, tres programas de radio, seis galerías de arte, 33 cafeterías y restaurantes y un pequeño centro comercial. La Asociación de estudiantes de York (YFS- York Federation of Students), elegida por los propios estudiantes, es la encargada de representar a los estudiantes universitarios. La YFS patrocina a la mayoría de asociaciones y es la encargada de mediar con la administración de la universidad y con el gobierno provincial y federal. 

## Clasificaciones

### Clasificaciones mundiales
Véase también: Clasificación Académica de Universidades
- El Ranking Mundial de Universidades en la Web de 2008, iniciativa del CSIC (Consejo Superior de Investigaciones Científicas), situó a York en el puesto 115 de entre 4000 universidades.[11]
- El Ranking Mundial de Universidades 2007 (THES), elaborado por la revista británica Times Higher Education, asignó a la Universidad de York el puesto 248 de entre 400 universidades.[12] El mismo estudio la situó en el puesto 41 de entre las mejores universidades de ciencias sociales del mundo.[13]
- El Ranking Mundial de Universidades del año 2007 realizado por la Universidad de Shanghái Jiao Tong situó a York entre el puesto 403 y 510 de las universidades estudiadas.

## Polémicas

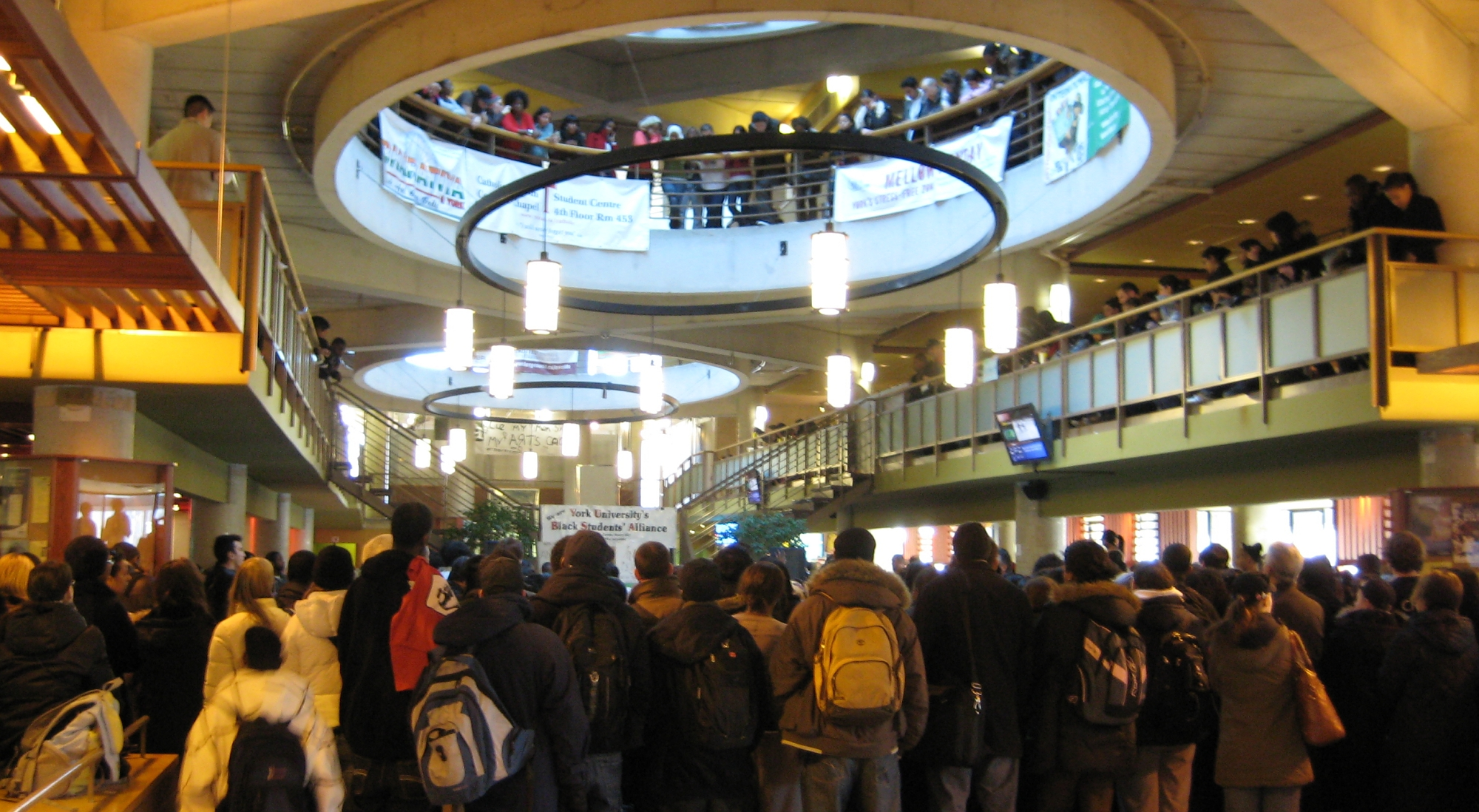
Concentración antirracismo celebrada en el Centro de Estudiantes de York.

En el campus de la universidad hay gran tradición de activismo político, que se ha materializado en numerosas ocasiones con mítines y protestas, relacionadas en particular con Oriente Próximo y la globalización económica. Ambos grupos de activistas han recibido muchas críticas, tanto del Gobierno como de los medios de comunicación, por perturbar el desarrollo de las clases y crear conflictos entre estudiantes. La propia administración de la universidad también ha recibido críticas por su actuación con respecto a los manifestantes y activistas, ya que algunos de ellos fueron expulsados y alegaron mala conducta policial.
En 2005 surgió una nueva polémica relacionada con la venta de terreno universitario a una promotora, Tribute Communities, para la construcción de viviendas y sobre si ésta había pagado el precio total del mercado por dicho terreno. La Universidad de York aseguró que se trataba de la mejor oferta que habían recibido. Una investigación particular, llevada a cabo por el ya retirado juez Edward Saunders, dio la razón a la universidad y afirmó que no había habido ninguna irregularidad.
En octubre de ese mismo año el profesor David F. Noble se opuso a la práctica de cancelar las clases durante el período de festividades judías, que fue aprobada en 1974 en deferencia al gran número de estudiantes y empleados judíos de la universidad en aquel momento. Noble pidió al claustro universitario que se revisara esta costumbre y afirmó que él iba a impartir clase durante esos días fuera cual fuera el resultado, pero posteriormente decidió realizar una encuesta entre sus estudiantes preguntándoles si querían que se cancelasen las clases debido a fiestas religiosas.

### Huelgas
La Universidad de York cuenta con una larga historia de huelgas de profesores y profesores adjuntos. En 1997 hubo una huelga de profesores (convocada por la YUFA, York University Faculty Association) que duró siete semanas. En ese momento fue la segunda huelga más larga en la historia de las universidades canadienses. Algunos de los motivos de la huelga fueron los relacionados con la jubilación, la financiación y el gobierno institucional. En el año 2001 los profesores y los profesores adjuntos estuvieron de huelga durante once semanas, lo que batió el récord de la propia universidad. El motivo principal de esta huelga fue que la administración de la universidad propuso cancelar un acuerdo con respecto a la financiación —que consistía en aumentar los sueldos de los empleados de la universidad en la misma proporción al aumento de la matrícula.
El 6 de noviembre de 2008 comenzó otra huelga basada en muchas quejas institucionales que incluían seguridad profesional para profesores con contrato, eliminación del código de conducta, creación de un órgano encargado de proteger las prácticas ilegales dentro de la profesión y una indexación de los fondos. El 20 de enero de 2009 el CUPE 3909 (Canadian Union of Public Employees, Asociación canadiense de funcionarios) venció una ratificación de voto impuesta a la universidad, que hubiese acabado con la huelga. El 24 de enero el primer ministro de Ontario, Dalton McGuinty convocó una inusual sesión dominical en el Parlamento para aprobar una ley de vuelta al trabajo que significase el fin inmediato de la huelga. El 29 de enero se aprobó la York University Labour Disputes Resolution Act (Resolución de disputas laborales de la Universidad de York) dando por terminada la huelga de 85 días que ha sentado precedentes para futuras huelgas universitarias en Ontario. Se ofrecieron ayudas a los estudiantes que tras la huelga sufrieron apuros económicos por la extensión del año académico.